# 臺南市北門區文山國民小學
臺南市北門區文山國小，簡稱文山國小，前身為1922年成立的北門公學校溪底寮公學校，經多次改稱至1968年為文山國民小學。位處台南北門區西南沿海地區，東邊有台17線西濱公路，西邊有台61線西濱快速公路。

## 校史沿革
- 1922年4月1日設立北門公學校溪底寮公學校。
- 1938年4月1日獨立，改稱溪底寮公學校。
- 1941年4月1日更名為溪底寮國民學校。
- 1945年11月25日改稱北門鄉第三國民學校。
- 1947年2月12日改稱文山國民學校。
- 1956年8月1日設立三慈分校。
- 1963年8月1日三慈分校獨立為三慈國民學校。
- 1968年8月1日奉令改稱文山國民小學。[2][3]

## 歷任校長

### 日治時期
| 任期   | 姓名       | 起任時間      | 訖任時間       | 備註 |
| ------ | ---------- | ------------- | -------------- | ---- |
| 第一任 | 小林登八   | 1938年4月1日  | 1943年7月31日  |      |
| 第二任 | 馬場重光   | 1943年7月31日 | 1944年3月31日  |      |
| 第三任 | 太久保武男 | 1944年3月31日 | 1945年10月25日 |      |

### 戰後
| 任期     | 姓名   | 起任時間       | 訖任時間      | 備註                   |
| -------- | ------ | -------------- | ------------- | ---------------------- |
| 第一任   | 呂丁旺 | 1945年11月25日 | 1946年3月1日  |                        |
| 第二任   | 林植福 | 1946年3月1日   | 1946年8月1日  |                        |
| 第三任   | 林深池 | 1946年8月1日   | 1947年9月1日  |                        |
| 第四任   | 徐銀池 | 1947年9月1日   | 1950年8月31日 |                        |
| 第五任   | 杜文泰 | 1950年8月31日  | 1954年8月31日 |                        |
| 第六任   | 陳吾仕 | 1954年8月31日  | 1961年7月1日  |                        |
| 第七任   | 李樹欉 | 1961年9月1日   | 1962年5月31日 |                        |
| 第八任   | 魏順益 | 1962年6月1日   | 1967年6月1日  |                        |
| 第九任   | 謝仙配 | 1967年6月1日   | 1971年9月10日 |                        |
| 第十任   | 林聰明 | 1971年9月10日  | 1976年8月1日  | 林聰明校長調派學甲國小 |
| 第十一任 | 郭新源 | 1976年8月1日   | 1983年9月1日  |                        |
| 第十二任 | 莊秋情 | 1983年9月1日   | 1990年8月1日  | 莊秋情校長調派佳興國小 |
| 第十三任 | 陳聰德 | 1990年8月1日   | 1997年8月1日  |                        |
| 第十四任 | 王壽隆 | 1997年8月1日   | 2005年8月1日  |                        |
| 第十五任 | 蔡玉葉 | 2005年8月1日   | 2011年7月31日 |                        |
| 第十六任 | 謝辰育 | 2011年8月1日   | 2019年7月31日 |                        |
| 第十七任 | 王建智 | 2019年8月1日   | 2023年7月31日 |                        |
| 第十八任 | 楊鎮鴻 | 2023年8月1日   | 現任          |                        |

## 外部連結
- 台南文山國小百年慶 3D彩繪驚艷校友
- 台南北門6校 小一新生總共才45人
- 台南文山國小百年校慶 故宮院長吳密察獲頒文山傑出校友